# Villa romana del Casale
La villa romana del Casale es una villa tardo-romana cuyos restos se sitúan en la localidad siciliana de Piazza Armerina. Desde 1997 forma parte del Patrimonio de la Humanidad de la Unesco. Es famosa sobre todo por la excepcional colección de mosaicos que alberga, perfectamente conservados a través del tiempo gracias a una capa de barro, producto de una inundación antigua.

## Descubrimiento

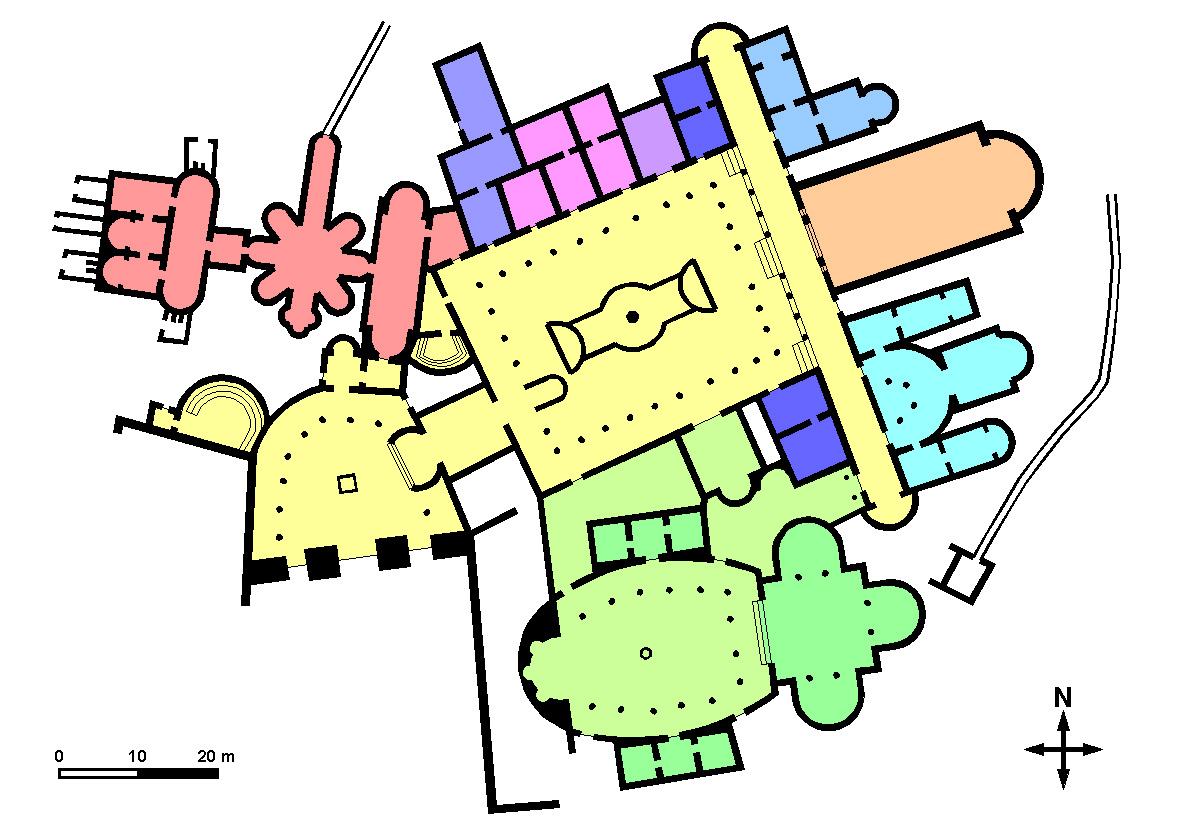
Plano.

Aunque las primeras excavaciones se iniciaron a finales del siglo XIX, dándose por finalizadas en el año 1929 en un primer momento, y posteriormente en 1935, sin que se hubieran obtenido resultados satisfactorios, el descubrimiento efectivo de la villa y del extraordinario conjunto de mosaicos que alberga se debe a Gino Vinicio Gentili, arqueólogo italiano, que en 1950 retomó las excavaciones en la zona, basándose en las indicaciones que le habían proporcionado los habitantes del lugar.
Basándose principalmente en el estilo de los mosaicos que de manera tan profusa se pudieron encontrar, la villa recién descubierta fue fechada en un primer momento en la primera mitad del siglo IV. Posteriores estudios, sin embargo, han permitido afinar más la datación, situándola entre los años 285 y 305. En un primer momento se estimó que el tiempo de construcción de la villa fue de unos cincuenta años, siendo prolongado luego hasta los ochenta, y posteriormente reducidos a cinco o diez años. Hoy en día se tiende a considerar un duración relativamente corta de las labores de edificación.

## Descripción general
Entre los restos de la villa se individualizan cuatro núcleos diferentes, con decoraciones diversas, pero estrechamente conectadas entre sí:
- Entrada monumental o atrio;
- Cuerpo central de la villa, organizado en torno a un peristilo cuadrangular, con jardín y estanque en el centro;
- Complejo del triclinium precedida de un peristilo ovoide circundado a su vez por un grupo de estancias;
- Complejo termal, con acceso desde la zona noroccidental del peristilo cuadrangular.

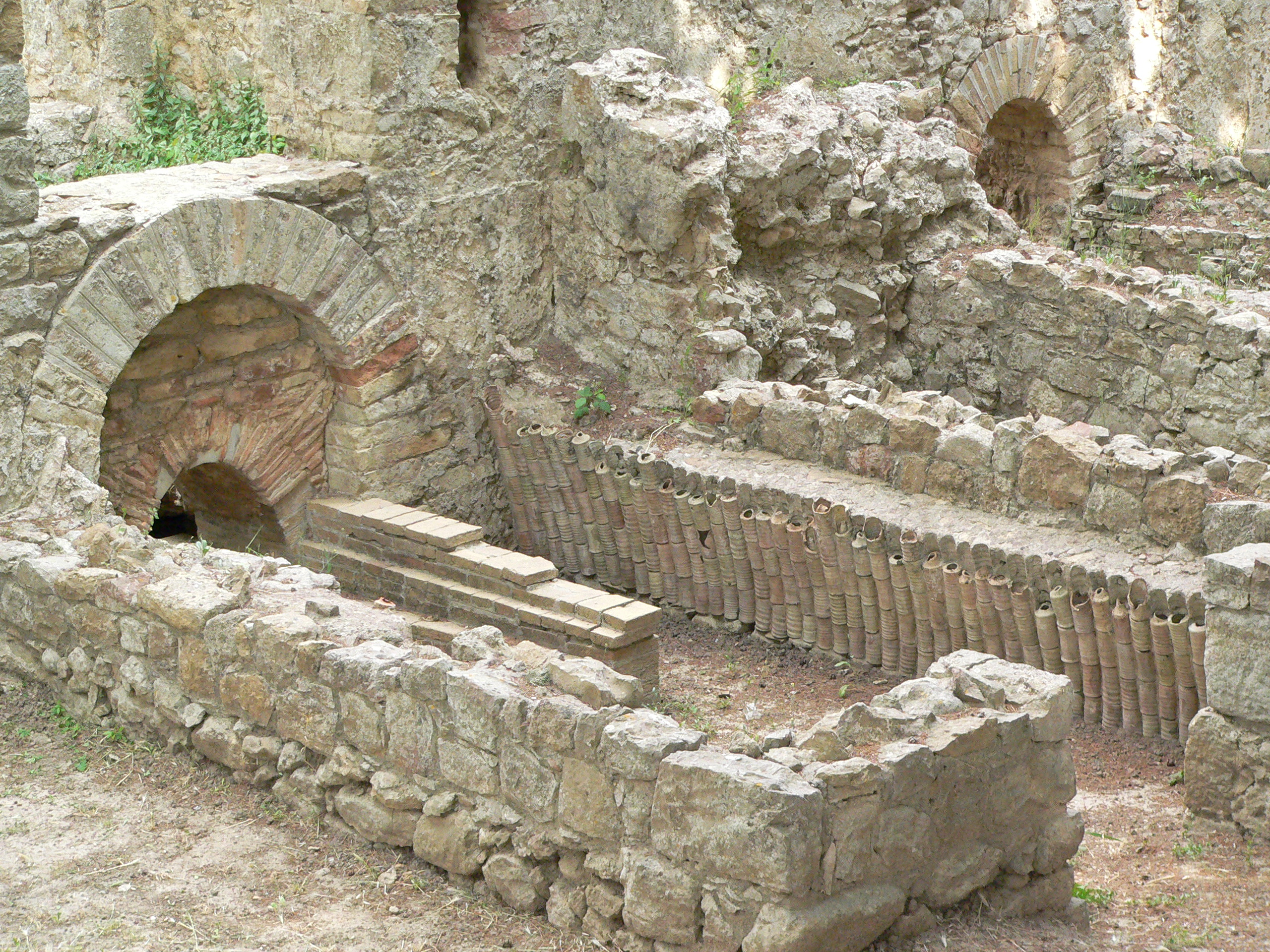
Sistema de caldeamiento de los baños.

Muchas de las estancias de la residencia presentan el pavimento decorado con mosaicos, formados por teselas coloreadas. Las diferencias estilísticas de los diversos habitáculos son evidentes. Esto, sin embargo, no indica necesariamente una ejecución realizada en diferentes épocas, sino que denota más probablemente la ejecución de los mismos por maestros artesanos diferentes.
Cada uno de los cuatro núcleos de la villa está dispuesto siguiendo un eje direccional propio. Sin embargo, todos ellos convergen en el centro del estanque del peristilo cuadrangular. A pesar de las aparentes asimetrías, es probable que la villa haya sido edificada siguiendo un proyecto orgánico unitario al que, partiendo de un modelo clásico de villa con peristilo, se le han introducido una serie de variaciones tendentes a dotar de originalidad al conjunto. La unidad de la construcción se evidencia en la funcionalidad de los corredores internos y en la subdivisión entre las estancias públicas y las privadas.

## Contexto histórico

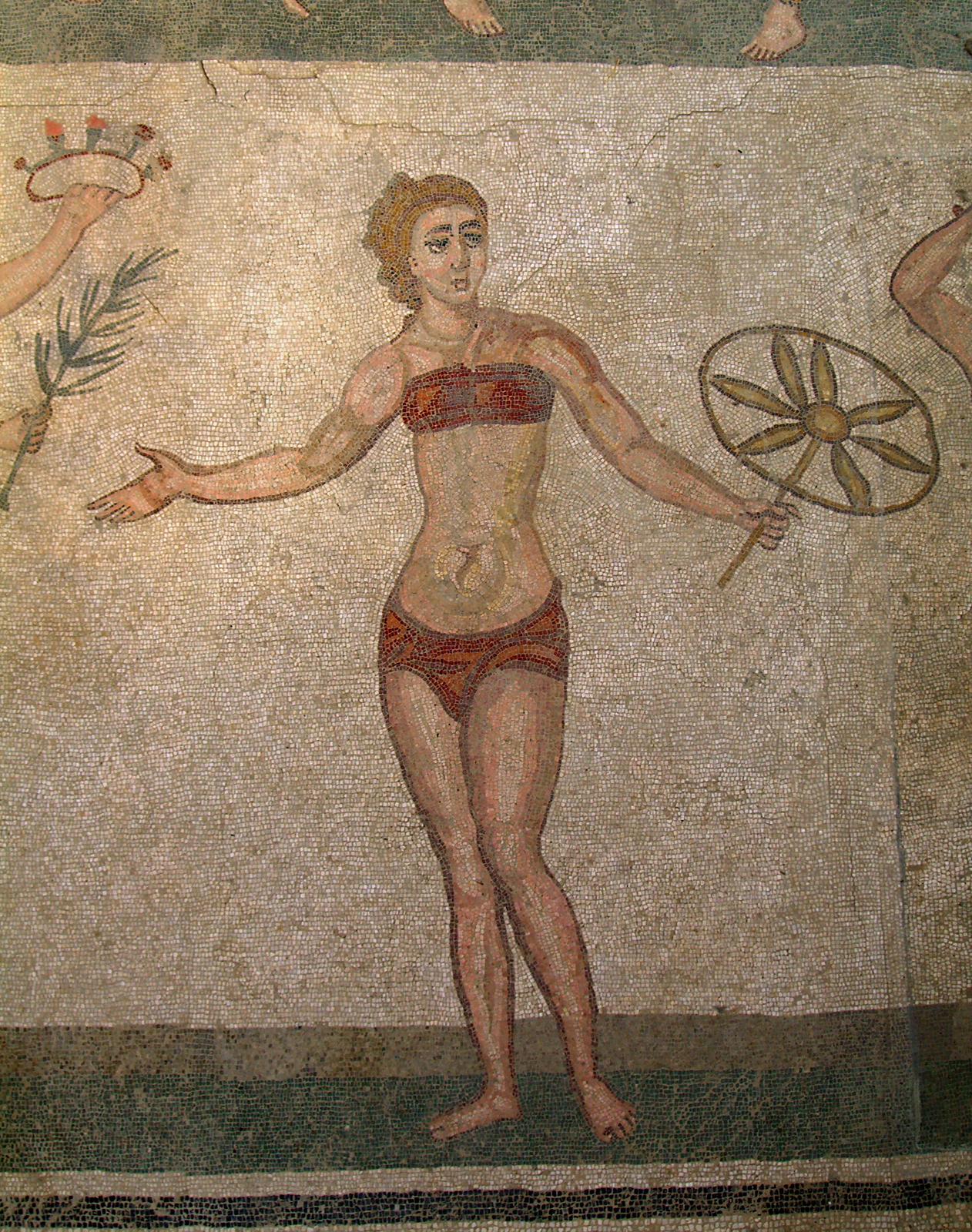
«Chica en biquini», en realidad, en ropa interior: subligaculum (braga) y mamillare (sujetador), ya que las mujeres romanas hacían ejercicios en las termas igual que los varones y de la misma manera, solo en ropa interior, la cual también sorprende por su forma moderna.

Durante los primeros dos siglos del Imperio romano, la isla de Sicilia había atravesado una fase de depresión económica, debido al sistema de producción latifundista, basado en el trabajo de los esclavos. La vida urbana había sufrido un declive y el campo se había desertizado. La Sicilia rural entró en un nuevo periodo de prosperidad al inicio del siglo IV, con una expansión del comercio. Restos de esa actividad, son aún visibles en localidades como Filosofiana, Sciacca, Punta Secca y  Naxos. Una señal evidente de trasformación lo constituye el hecho del nuevo título asignado al gobernador de la isla, que de corrector pasa a ser llamado consularis.
Los motivos parece que fueron de dos tipos: por un lado la renovada importancia de las provincias del África proconsular, como granero de Roma, después de que la producción de Egipto fuera transferida a  Constantinopla, nueva capital imperial desde el 330. Sicilia asumió así un nuevo papel central en las rutas comerciales entre los dos continentes. En segundo lugar, los caballeros y senadores romanos, comenzaron a abandonar la vida urbana, retirándose a sus posesiones en el campo, a causa de la creciente presión fiscal y de los gastos que estaban obligados a soportar para el mantenimiento del aparato público de la ciudad. De este modo, los propietarios comenzaron a ocuparse de manera personal de la explotación de sus propias tierras, que se cultivaban no ya con la mano de obra de los esclavos, sino con colonos. Grandes sumas de dinero fueron destinadas a engrandecer y embellecer las residencias fuera de las ciudades.

## Identificación del propietario de la villa

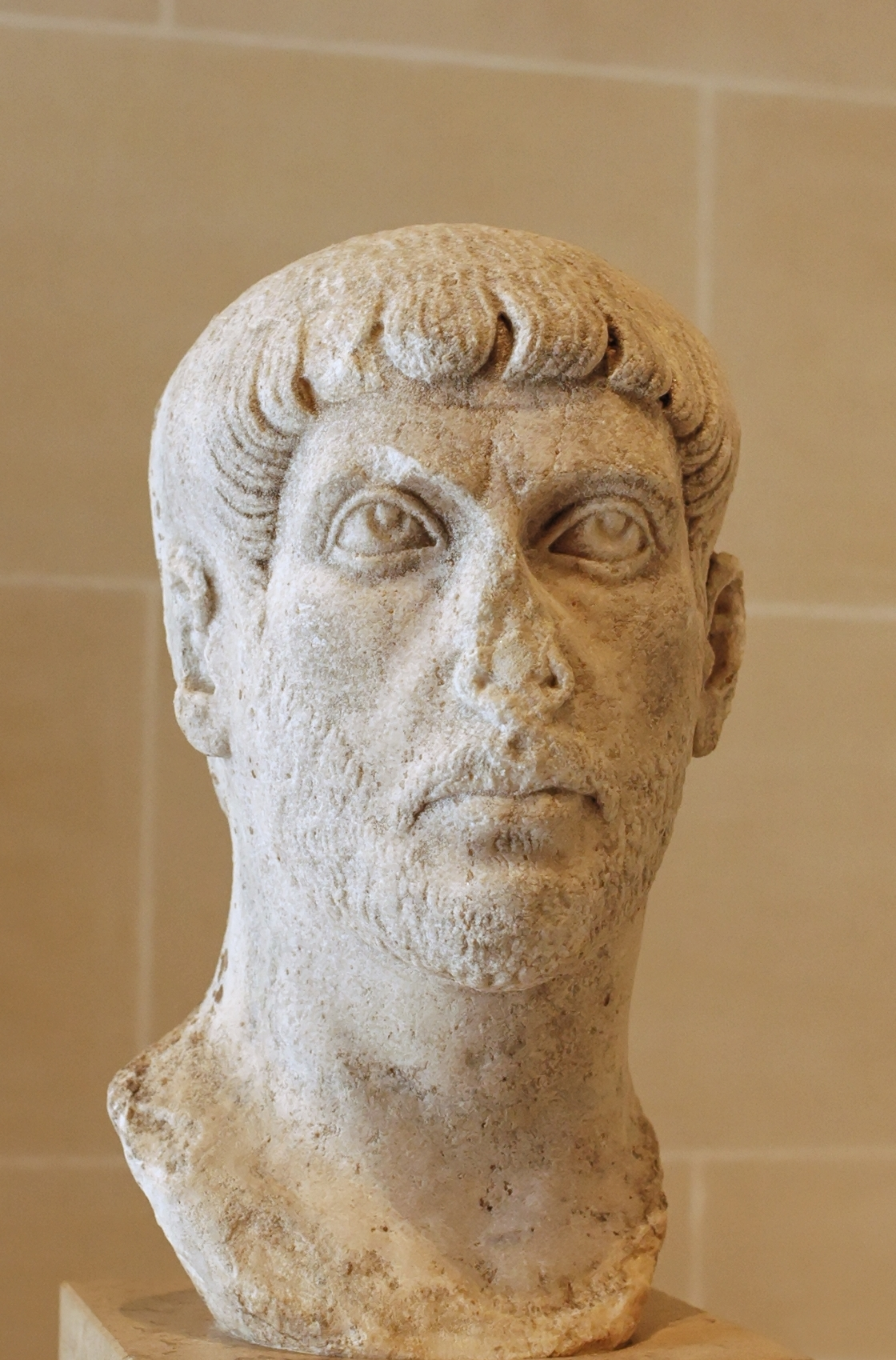
Busto de Majencio.

La cuestión de la identificación del propietario ha sido muy discutida, estableciéndose numerosas hipótesis. 
Según una primera teoría, el propietario de la villa habría sido el tetrarca Maximiano (285–305), que se habría retirado aquí después de su abdicación. Los estudios posteriores han demostrado, sin embargo, que Maximiano pasó sus últimos años en la Campania y no en Sicilia. Estudios más recientes han apuntado la posibilidad de que el propietario de la villa pudiera haber sido Majencio (305–312), hijo de Maximiano.
Realmente no hay ningún indicio que nos obligue a ver en la villa de Piazza Armerina una residencia imperial. En los últimos años, las excavaciones han demostrado que la posesión de suntuosas residencias era un fenómeno muy extendido en la época que nos ocupa entre la alta aristocracia romana.
La hipótesis más acreditada actualmente identifica al propietario con una prestigiosa figura de la época de Constantino, Lucio Aradio Valerio Próculo Populonio, gobernador de Sicilia entre los años 327 y 331 y cónsul romano en el año 340. Los juegos que había organizado en Roma en el 320, mientras desempeñaba el cargo de pretor, fueron tan fastuosos que su fama perduró mucho tiempo y quizá alguna de las representaciones de los mosaicos de la villa (la gran caza, los juegos del circo) sean un intento de evocación de aquel evento.
Otras teorías apuntan a los siguientes personajes, como candidatos al título de propietarios de la villa:
- Gaio Ceionio Rufo Volusiano prefecto urbano y cónsul bajo Majencio y Constantino (306–337), que tenía grandes propiedades en África, de donde era originario;
- un procurator imperial, Ceiono Lampadio, hijo de Volusiano Lampadio, prefecto bajo Constancio II (353–359);
- Memmio Vitrasio Orfito, prefecto urbano bajo Constancio II (353–359), y gobernador en Sicilia. Era la persona encargada del transporte por nave de los animales provenientes de las provincias africanas y orientales. Según una crónica coetánea de Amiano Marcelino, a él se debe la erección en el Circo Máximo del conocido actualmente como obelisco Lateranense, el cual podría estar representado en unos de los mosaicos de la zona de los gimnasios de la villa;
- Claudio Mamertino, famoso rector de los tiempos del emperador Juliano (361–363);
- Virio Nicomaco Flaviano el joven, un aristócrata romano que vivió a caballo de los siglos IV y V, quién según algún testimonio había corregido la obra Annales de Tito Livio mientras residía en alguna localidad siciliana no distante de Enna.

## Descripción de las diferentes estancias

### Entrada
El atrio, en realidad, era un patio rodeado de columnas con capiteles jónicos. Quedan restos en el centro de una fuente.
Su entrada monumental estaba adornada con fuentes, y da paso a un pórtico que conecta con la zona de los baños, compuesta de frigidarium y tepidarium, y con un vestíbulo en el que probablemente se recibiría a los invitados. Al dejar el vestíbulo se llega a un peristilo cuadrangular, el cual conecta con todas las otras áreas de la villa; en el lado norte están las habitaciones de invitados y las estancias de los sirvientes. Al este encontramos el Corredor de la Gran Cacería, famoso por la representación de la escena en que se observa el proceso de captura de diferentes especies animales que se usarían en el circo romano.

### Peristilo

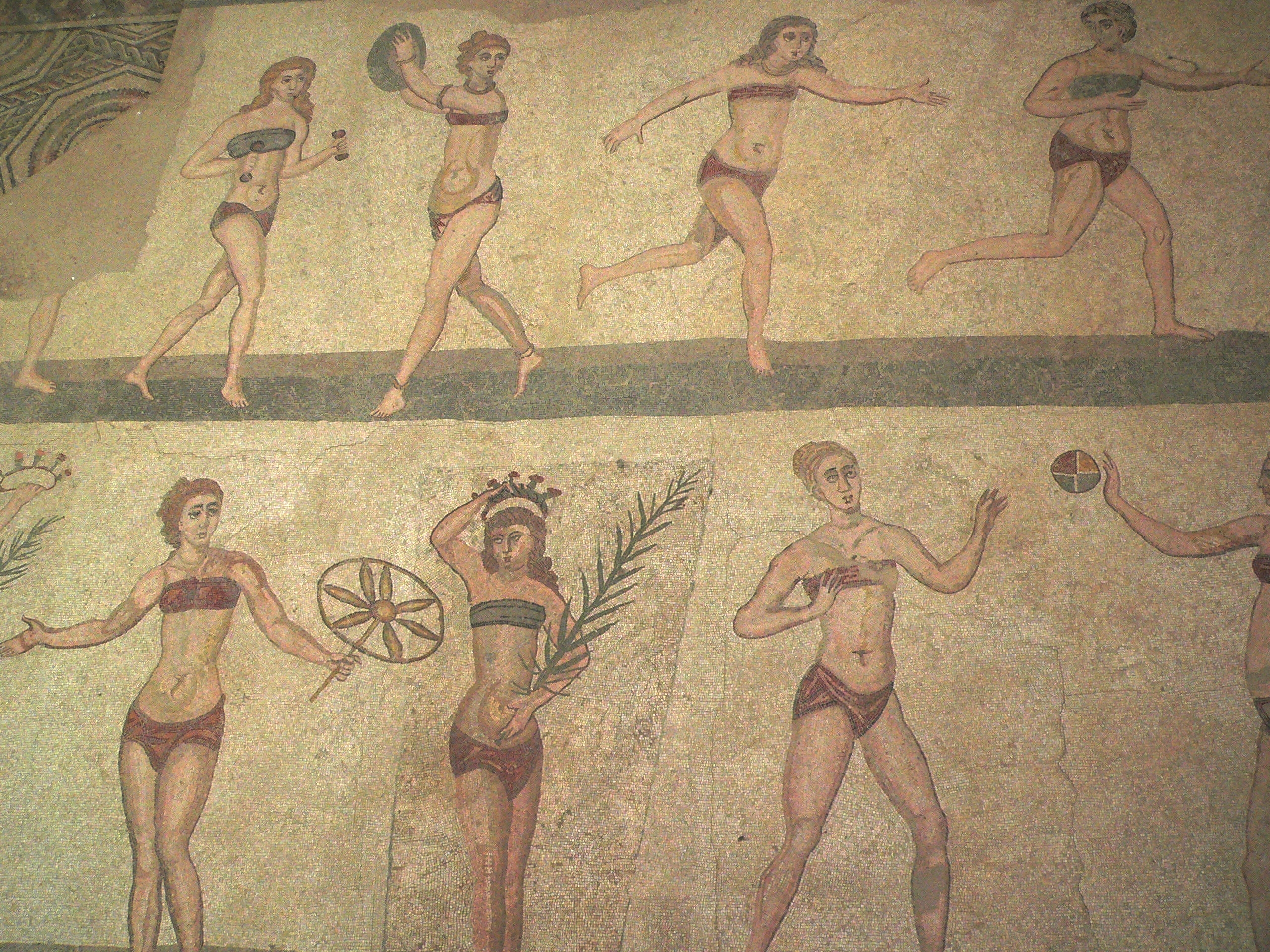
Famoso mosaico con «chicas en biquini», en realidad, unas jóvenes realizando ejercicio en ropa interior.

Desde el atrio se accede al peristilo, decorado con mosaicos con cabezas de diferentes animales (felinos, antílopes, cabras salvajes, caballos, ciervos, elefantes).

### Triclinium
Es un comedor romano que incluye klines y una plataforma de tres lados con un área abierta en la que se colocaban los alimentos.

### Complejo termal

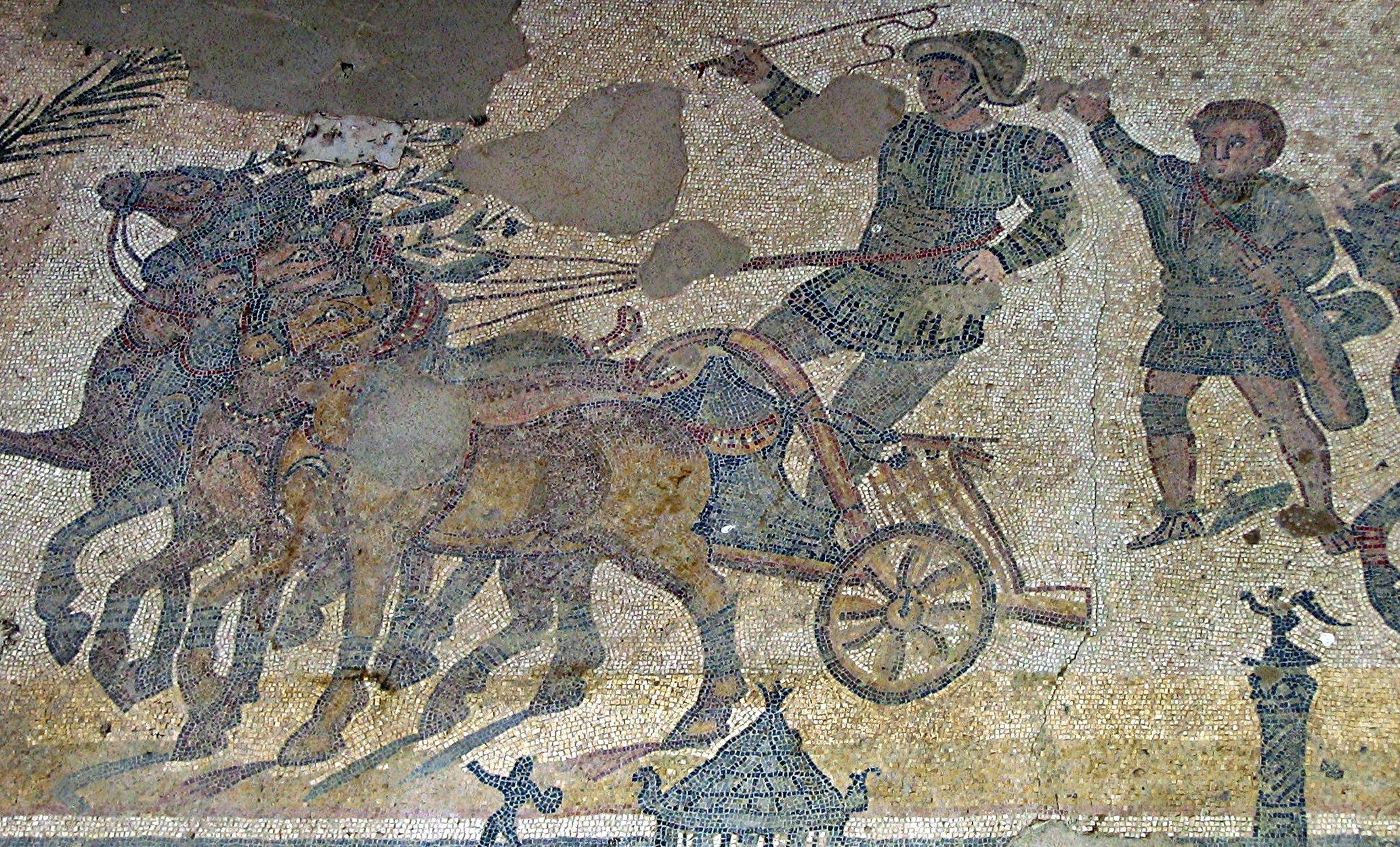
Detalle del Salón del Circo.

Directamente desde la entrada de la villa se accede al complejo termal. La primera estancia fue probablemente utilizada como apodyterium (vestuario) y está decorada con mosaicos en el pavimento que representan a la matrona propietaria de la casa.
De aquí se pasa a un corredor terminado en ábsides en sus extremos, decorados con escenas del Circo Máximo de Roma. Muy rico en detalles, incluyendo una carrera de cuadrigas, en la que se aprecia que ha sido la facción verde, o Prasina, la vencedora. Este corredor era utilizado probablemente para los ejercicios gimnásticos realizados a cubierto.
Sigue el frigidarium, una sala octogonal, con seis nichos absidiados en las paredes, dos de los cuales eran utilizados como entradas. También hay una piscina (natatio) absidiada. El mosaico de la habitación central representa una escena de pescadores y nereidas, tritones y caballos de mar, dispuestos todos siguiendo la forma octogonal de la sala.

### Corredor con escenas de caza

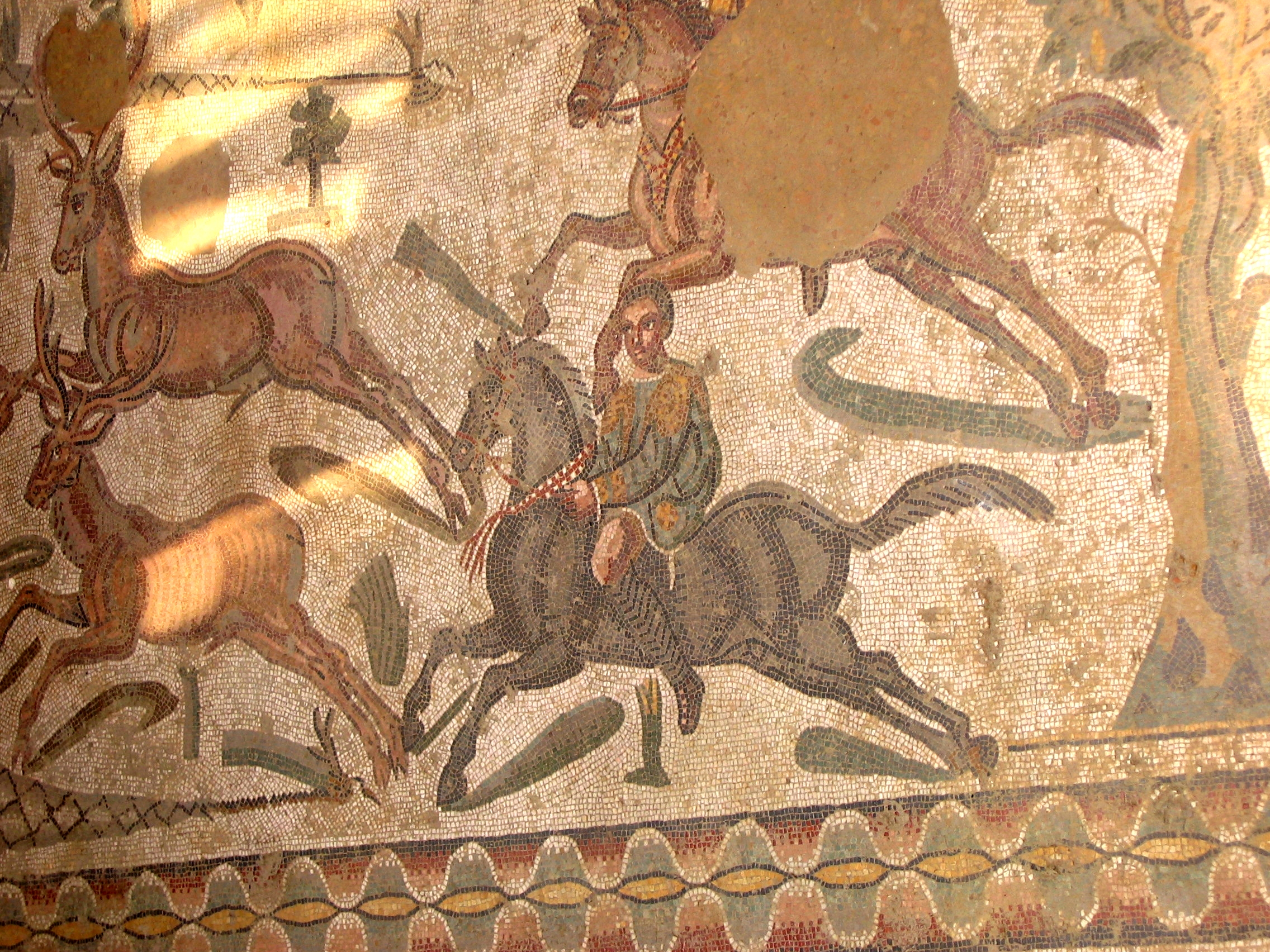
Escena de caza.

Este largo corredor, de 65,93 metros de longitud y 5 de anchura, acabado en sendos ábsides, representa una gran partida de caza de bestias salvajes, destinadas a los juegos del anfiteatro, en Roma. De hecho, ningún animal es abatido. Hay una diferencia estilística evidente a lo largo del pasillo, evidenciando la labor de dos maestros operarios, siendo destacables las figuras del lado norte, dotadas de más riqueza volumétrica. Probablemente, los operarios de este lado norte hayan sido más innovadores a la hora de plasmar en mosaico las figuras, adoptando modelos provenientes de Grecia y Asia Menor, al contrario que sus compañeros del lado sur, más conservadores, y que han desarrollado su labor siguiendo estrictamente los cánones estilísticos propios del siglo III.